# Hedenvind-plaketten
Hedenvindplaketten är ett litteraturpris, som sedan 1980 årligen utdelas av Strömsunds kommun i samarbete med Hedenvindsällskapet till minne av arbetarförfattaren Gustav Hedenvind-Eriksson. 
Priset instiftades till 100-årsminnet av hans födelse den 17 maj 1980, och priset skall enligt stadgarna ges till en författare som "skriver i Hedenvinds anda". Plaketten, som är utförd i brons, är skapad av konstnären Kerstin Bränngård. 

## Pristagare
| - 1980 – Birger Norman - 1981 – Helmer Grundström - 1982 – Ivar Lo-Johansson - 1983 – Nils Parling - 1984 – Karl Rune Nordkvist - 1985 – Folke Fridell - 1986 – Linnéa Fjällstedt - 1987 – Sara Lidman - 1988 – Carl-Göran Ekerwald - 1989 – Stig Sjödin - 1990 – Kurt Salomonson - 1991 – Gunnar Kieri - 1992 – Mary Andersson - 1993 – Kjell Johansson - 1994 – Per Anders Fogelström - 1995 – Torgny Lindgren - 1996 – Aino Trosell - 1997 – Kerstin Ekman - 1998 – Hans O. Granlid - 1999 – Kerstin Thorvall - 2000 – Yngve Ryd - 2001 – Erik Sjödin | - 2002 – Elsie Johansson - 2003 – Per Gunnar Evander - 2004 – Ulla Ekh - 2005 – Ing-Marie Eriksson - 2006 – Majgull Axelsson - 2007 – Bodil Malmsten - 2008 – Nils Eric Sjödin - 2009 – Åsa Linderborg - 2010 – Göran Greider - 2011 – Susanna Alakoski - 2012 – Inger Henricson - 2013 – P.O. Enquist - 2014 – Anita Salomonsson - 2015 – Vibeke Olsson - 2016 – Lilian Ryd - 2017 – Anneli Jordahl - 2018 – Doris Dahlin - 2019 – Bernt-Olov Andersson - 2020 – Ann-Marie Wikander - 2021 – Birger Ekerlid - 2022 – Elin Anna Labba - 2023 – Sven Olov Karlsson - 2024 – Anita Kärrman |